# یواس‌اس ال‌اس‌تی-۹۰۶
یواس‌اس ال‌اس‌تی-۹۰۶ (به انگلیسی: USS LST-906) یک کشتی بود که طول آن ۳۲۸ فوت (۱۰۰٫۰ متر) بود. این کشتی در سال ۱۹۴۴ ساخته شد.